# Ruffec (Charente)
Ruffec és un municipi francès situat al departament del Charente i a la regió de la Nova Aquitània. L'any 2007 tenia 3.594 habitants.

## Demografia

### Població
El 2007 la població de fet de Ruffec era de 3.594 persones. Hi havia 1.642 famílies de les quals 720 eren unipersonals (213 homes vivint sols i 507 dones vivint soles), 507 parelles sense fills, 306 parelles amb fills i 109 famílies monoparentals amb fills.
La població ha evolucionat segons el següent gràfic:
Habitants censats

### Habitatges
El 2007 hi havia 2.075 habitatges, 1.682 eren l'habitatge principal de la família, 99 eren segones residències i 293 estaven desocupats. 1.537 eren cases i 527 eren apartaments. Dels 1.682 habitatges principals, 880 estaven ocupats pels seus propietaris, 755 estaven llogats i ocupats pels llogaters i 47 estaven cedits a títol gratuït; 58 tenien una cambra, 163 en tenien dues, 375 en tenien tres, 554 en tenien quatre i 532 en tenien cinc o més. 922 habitatges disposaven pel capbaix d'una plaça de pàrquing. A 940 habitatges hi havia un automòbil i a 390 n'hi havia dos o més.

### Piràmide de població
La piràmide de població per edats i sexe el 2009 era:
| Homes | Edats   | Dones |
| ----- | ------- | ----- |
| 0     | 95 o +  | 16    |
| 8     | 90 a 94 | 36    |
| 60    | 85 a 89 | 116   |
| 24    | 80 a 84 | 68    |
| 96    | 75 a 79 | 156   |
| 88    | 70 a 74 | 148   |
| 104   | 65 a 69 | 120   |
| 108   | 60 a 64 | 100   |
| 100   | 55 a 59 | 112   |
| 84    | 50 a 54 | 120   |
| 124   | 45 a 49 | 140   |
| 92    | 40 a 44 | 100   |
| 76    | 35 a 39 | 96    |
| 84    | 30 a 34 | 92    |
| 164   | 25 a 29 | 104   |
| 84    | 20 a 24 | 128   |
| 116   | 15 a 19 | 84    |
| 76    | 10 a 14 | 112   |
| 88    | 5 a 9   | 40    |
| 84    | 0 a 4   | 68    |

## Economia
El 2007 la població en edat de treballar era de 2.019 persones, 1.372 eren actives i 647 eren inactives. De les 1.372 persones actives 1.166 estaven ocupades (606 homes i 560 dones) i 206 estaven aturades (84 homes i 122 dones). De les 647 persones inactives 219 estaven jubilades, 207 estaven estudiant i 221 estaven classificades com a «altres inactius».

### Ingressos
El 2009 a Ruffec hi havia 1.782 unitats fiscals que integraven 3.470,5 persones, la mediana anual d'ingressos fiscals per persona era de 14.637 €.

### Activitats econòmiques
Dels 399 establiments que hi havia el 2007, 7 eren d'empreses extractives, 14 d'empreses alimentàries, 3 d'empreses de fabricació de material elèctric, 2 d'empreses de fabricació d'elements pel transport, 13 d'empreses de fabricació d'altres productes industrials, 21 d'empreses de construcció, 153 d'empreses de comerç i reparació d'automòbils, 9 d'empreses de transport, 23 d'empreses d'hostatgeria i restauració, 5 d'empreses d'informació i comunicació, 30 d'empreses financeres, 9 d'empreses immobiliàries, 28 d'empreses de serveis, 51 d'entitats de l'administració pública i 31 d'empreses classificades com a «altres activitats de serveis».
Dels 79 establiments de servei als particulars que hi havia el 2009, 1 era una oficina d'administració d'Hisenda pública, 1 gendarmeria, 1 oficina de correu, 7 oficines bancàries, 1 funerària, 13 tallers de reparació d'automòbils i de material agrícola, 1 taller d'inspecció tècnica de vehicles, 2 autoescoles, 2 paletes, 2 guixaires pintors, 3 fusteries, 2 lampisteries, 2 electricistes, 12 perruqueries, 1 veterinari, 2 agències de treball temporal, 16 restaurants, 5 agències immobiliàries, 2 tintoreries i 3 salons de bellesa.
Dels 57 establiments comercials que hi havia el 2009, 3 eren supermercats, 1 una gran superfície de material de bricolatge, 1 una botiga de menys de 120 m², 6 fleques, 5 carnisseries, 1 una peixateria, 3 llibreries, 14 botigues de roba, 4 botigues d'equipament de la llar, 3 sabateries, 2 botigues d'electrodomèstics, 5 botigues de mobles, 1 un drogueria, 2 perfumeries, 2 joieries i 4 floristeries.
L'any 2000 a Ruffec hi havia 10 explotacions agrícoles.

## Equipaments sanitaris i escolars
El 2009 hi havia 1 hospital de tractaments de curta durada, 1 hospital de tractaments de mitja durada (seguiment i rehabilitació), 1 psiquiàtric, 1 centre d'urgències, 4 farmàcies i 2 ambulàncies.
El 2009 hi havia 1 escola maternal i 3 escoles elementals. A Ruffec hi havia 2 col·legis d'educació secundària i 1 liceu tecnològic. Als col·legis d'educació secundària hi havia 467 alumnes i als liceus tecnològics 158.

## Poblacions més properes
El següent diagrama mostra les poblacions més properes.